# Denominações de São Carlos (São Paulo)
A cidade de São Carlos recebeu várias denominações ao longo dos anos, entre as quais se destacam:
- Princesa do Oeste (século XIX)[1]
- Piccola Italia (século XIX)[2]
- Cidade das Três Colinas (século XX)[3]
- Cidade das Pérolas (século XX)[3]
- Atenas Paulista (1941)[4]
- Cidade Sorriso (1941)[5][6]
- Cidade do Clima (década de 1960)[5][7]
- Sanca (década de 1990)
- Capital da Tecnologia (década de 1990)[8]
- Capital do Conhecimento (2009)[9]
- Sanca Hub (década de 2010)[10]
- Capital Nacional da Tecnologia (2011)[11]

## Piccola Italia
Piccola Italia é um título que São Carlos possuiu, porque era assim conhecida na Itália, pela quantidade enorme de italianos que para lá imigraram, e para eles era a América.
No seu início, como ocorria no período colonial, a economia de São Carlos era baseada na agricultura de subsistência e no plantio de cana-de-açúcar e dependia da mão de obra escrava. São Carlos chegou a ocupar, no interior paulista, o segundo lugar no tráfico de escravos. São Carlos ganhou impulso econômico por volta de 1850 com a expansão da cultura cafeeira, com sua produção destinada a Europa e aos Estados Unidos.
Com a restrição internacional ao tráfico de escravos e ao movimento abolicionista interno, os Barões do Café enfrentavam dificuldade em encontrar mão de obra e passaram a contratar europeus. Antonio Carlos de Arruda Botelho, o Conde do Pinhal, foi o primeiro fazendeiro a levar para São Carlos, em 1876, os imigrantes europeus, principalmente italianos. Dez anos depois, em 1886, São Carlos tinha o segundo maior contingente de imigrantes do Estado e em 1899, segundo o Clube da Lavoura, eram exatos 10.396 colonos italianos. Posteriormente a fama da cidade se espalhou por toda a Itália e milhares de italianos saiam de lá com destino certo, a Piccola Italia.
Com o passar os anos, os italianos se organizaram, fundando sindicatos e a Società Dante Alighieri, construindo um prédio para o funcionamento de uma escola para os seus filhos. São Carlos também recebeu os imigrantes espanhóis que, em 1896, fundaram a Real Sociedad Española Beneficente y Instructiva e construíram o prédio que hoje pertence à Sociedade de São Vicente de Paulo.

## Atenas Paulista
Atenas Paulista é o título dado à cidade de São Carlos, por seu grande número de instituições educacionais.
A cidade começou a ser um grande centro escolar com a fundação do Colégio São Carlos em 1905, a Escola Normal Secundária em 1911 (atualmente, "Escola Estadual Dr. Álvaro Guião"), e o Colégio Diocesano, em 1923. A cidade recebe em 1949 a Escola de Educação Física de São Carlos (atualmente, curso absorvido pela UFSCar em 1993), o Ginásio Estadual Jesuíno de Arruda em 1957 (atualmente, Escola Estadual Jesuíno de Arruda), e a Escola de Biblioteconomia em 1959, sob o título de Fundação Educacional de São Carlos (absorvida, pela UFSCar em 1993). 
A partir de 1952 São Carlos abriga a primeira universidade, a Escola de Engenharia de São Carlos (EESC) da (USP). Em 1960, a Universidade Federal de São Carlos (UFSCar) é criada em 1968, instalada em 1970. Em 1968 vem a Faculdade de Direito de São Carlos (hoje, FADISC), seguida em 1972 pelo Centro Superior de Ensino ASSER - Associação de Escolas Reunidas (hoje, Universidade Central Paulista UNICEP).
Os títulos "Atenas Paulista" e "Cidade Sorriso" são atribuídos ao jornalista Eneas Camargo, que os teria criado em 1941, em colunas do Correio de São Carlos. O mesmo também seria responsável pela proposta de se comemorar oficialmente o centenário da cidade em 4 de novembro de 1957.
A criação da denominação "Atenas Paulista" é também atribuída a outro jornalista local, Pedro Fernandes Alonso.

## Cidade Sorriso
O título Cidade Sorriso foi criado pelo jornalista Eneas Camargo em 1941. A cidade recebeu esse título pela simpatia com que seus habitantes recebem os seus visitantes, desde os tempos das viagens de trem, seus bondes, e a vida noturna que a cidade possuia no passado recente.

## Cidade do Clima
Cidade do Clima é o título dado por seu clima com características especiais. Inclusive, a cidade festeja há mais de 30 anos a Festa do Clima, que acontece todo mês de abril, tendo sido instituída por lei, em 1961, por iniciativa do professor e vereador Antonio Stella Moruzzi.

## Sanca
Sanca é como a cidade vem sendo conhecida a partir dos anos 90 pela comunidade estudantil, principalmente pelos paulistanos e paulistas que estudam na cidade.
A denominação foi muito bem aceita pelos moradores da cidade, e hoje a grande maioria de seus habitantes a denominam "Sanca". Uma alusão a "Sampa", de São Paulo.

## Capital da Tecnologia
Capital da Tecnologia título que a cidade adquiriu na última década.
Com várias indústrias de alta tecnologia junto ao São Carlos Science Park, o pólo realizava a "Feira de Alta Tecnologia" (Fealtec), todo mês de outubro até o ano de 2002 completando 17 (dezessete) edições, dentro da Oktobertech (Mês da Tecnologia). 
O ParqTec foi inaugurado no ano de 2008, pelo governo do estado de São Paulo. 

## Capital do Conhecimento
Capital do Conhecimento é um título dado a cidade pela Lei Municipal nº14.917 de 23 de abril de 2009. Segundo o vereador que propôs a Lei, Lineu Navarro, na justificativa – que se pronunciou em plenário - observou que em São Carlos, 1 de cada 180 habitantes tem título de doutor. No Brasil, a razão é de 1 para 5.423 habitantes. 14,5 patentes por 100.000 habitantes é a média anual de registros da cidade. Nas universidades locais, 39 cursos de graduação e 70% dos programas de pós-graduação locais são da área de ciências exatas. 200 empresas da cidade são consideradas de alta tecnologia, em setores como ótica, novos materiais e instrumentação.

## Capital Nacional da Tecnologia
A cidade de São Carlos, é conhecida como "Capital Nacional da Tecnologia" , graças às empresas high tech, onde a partir da década de 1990, a região Central do estado tinha poucas indústrias e tinha uma economia baseada na agricultura e nos serviços e setores do comércio.
Com a criação do polo e os investimentos em pesquisas nas duas universidades locais (Universidade de São Paulo, Universidade Federal de São Carlos), contribuindo assim para ser a cidade onde há mais doutores per capita por habitantes (terra do doutor-empreendedor); com engenheiros e estudantes focada em física, engenharia química, engenharia aeronáutica, ciências da computação, matemática, engenharia mecânica, ciência da informação, etc, atualmente com mais duzentas empresas de alta tecnologia a estabelecer as suas plantas na região. Também há o alto investimento do governo federal em pesquisas para o pré-sal. O ParqTec o órgão gestor do Pólo de Alta Tecnologia de São Carlos, com o Science Park of High Technology at São Carlos/Brazil.
A presidente Dilma Roussef aprovou, no dia 13 de outubro de 2011, a lei que confere ao município de São Carlos o título de Capital Nacional da Tecnologia.
O projeto, que foi apresentado pelo então deputado federal Lobbe Neto, traz como justificativa o alto nível tecnológico das pesquisas desenvolvidas pela Universidade de São Paulo (USP), pela Universidade Federal de São Carlos (UFSCar) e pelos demais centros aqui instalados. Também faz referência a maior concentração per capita de profissionais com doutorado do país: enquanto a média brasileira é de 1 doutor para cada 5.423 habitantes, em São Carlos é de 1 para 180.